# Syllabische zang
Syllabische zang  binnen de muziek is het zingen van slechts één noot per lettergreep (syllabe).
Syllabische zang komt het meeste voor in het Gregoriaans, waar men met neumen werkte, in tegenstelling tot onze moderne muzieknotatie.
Het tegengestelde van syllabische muziek is de zogenaamde melismatische zang, waarbij men meerdere noten per lettergreep zingt.